# Campeonato Mineiro 1937
In 1937 werd het 23ste Campeonato Mineiro gespeeld voor voetbalclubs uit de Braziliaanse staat Minas Gerais. De competitie werd gespeeld van 7 november 1937 tot 3 april 1938 en werd georganiseerd door de Liga Mineira de Desportos Terrestres. Siderúrgica werd kampioen.

## Eindstand
| Plaats | Club            | Wed. | W | G | V | Saldo | Ptn. |
| ------ | --------------- | ---- | - | - | - | ----- | ---- |
| 1.     | Siderúrgica     | 10   | 6 | 2 | 2 | 21:10 | 14   |
| 2.     | Villa Nova      | 10   | 6 | 2 | 2 | 15:8  | 14   |
| 3.     | Palestra Itália | 10   | 5 | 3 | 2 | 16:12 | 13   |
| 4.     | Atlético        | 10   | 4 | 2 | 4 | 15:12 | 11   |
| 5.     | América         | 10   | 3 | 1 | 6 | 15:22 | 7    |
| 6.     | Retiro          | 10   | 0 | 2 | 8 | 6:24  | 2    |

|  | Finale om de titel |

Wedstrijden
|             | AME | ATL | PAL | RET | SID | VIL |
| ----------- | --- | --- | --- | --- | --- | --- |
| América     | —   | 3-1 | 1-3 | 5-0 | 2-0 | 2-3 |
| Atlético    | 4-0 | —   | 3-0 | 3-0 | 1-2 | 1-0 |
| Palestra    | 1-0 | 1-1 | —   | 3-1 | 1-1 | 2-0 |
| Retiro      | 1-1 | 1-1 | 2-3 | —   | 0-0 | 0-1 |
| Siderúrgica | 5-1 | 4-0 | 2-1 | 5-1 | —   | 0-0 |
| Villa Nova  | 4-0 | 1-0 | 1-1 | 2-0 | 3-2 | —   |

## Finale
|                                |                  |       |             |                             |
| 20 maart 1938 Eerste wedstrijd | Villa Nova       | 3 – 1 | Siderúrgica | Castor Cifuentes, Nova Lima |
| 20 maart 1938 Eerste wedstrijd | Geraldino , Remo |       | Arlindo     | Castor Cifuentes, Nova Lima |

|                                |                   |       |            |                    |
| 25 maart 1938 Tweede wedstrijd | Siderúrgica       | 3 – 0 | Villa Nova | Praia do Ó, Sabará |
| 25 maart 1938 Tweede wedstrijd | Chiquito , Rômulo |       |            | Praia do Ó, Sabará |

|                              |             |       |            |                    |
| 3 april 1938 Derde wedstrijd | Siderúrgica | 1 – 0 | Villa Nova | Praia do Ó, Sabará |
| 3 april 1938 Derde wedstrijd | Arlindo     |       |            | Praia do Ó, Sabará |

### Kampioen
| Campeonato Mineiro de 1937 |
| -------------------------- |
| SIDERÚRGICA (1º Titel)     |